# 灰原池
灰原池（はいばらいけ）は、大阪府河内長野市にある、江戸時代に作られたため池。同市北部では寺ヶ池に次いで2番目の面積がある。管理は市町水利組合が行っている。

## 概要・周辺
- 大阪府河内長野市千代田地域。南海高野線千代田駅より東へ徒歩約6分、近鉄長野線汐ノ宮駅より西へ徒歩約10分。
- 池の北側及び西側は木戸地区、東側は市町地区、南側は千代田南町地区になる。
- 池の南側には河内長野市立千代田中学校(後述)、道路を挟んで北側には河内長野市立千代田小学校がある。

水源
- 水の流入は寺ヶ池から放流される用水路によって春から夏にかけて行われる。
- 近くの水田やこの池から南東へ約500m離れた稲田池に池の水が放流されて、最終的には石川に流れるようになっている。
- 秋から冬にかけて一時的ではあるが池の水が涸れる場合がある。

## 歴史
- 天保時代に市村(現在の河内長野市市町付近)の庄屋だった杉村栄助が灌漑用として造成して、付近の稲作ができるように貢献した。
- 1974年、河内長野市立千代田中学校の建設用地を確保するため灰原池縮小整備対策委員会を設置し、同年6月に池の半分にあたる南側約7200坪を埋め立てるになった。同時に池の改修工事が行われて、翌1975年4月に千代田中学校が仮校舎で開校し、同年7月に池の改修工事と千代田中学校の校舎が完成した。
- これらの事を称えるため、池の東側に杉村栄助と灰原池縮小整備対策委員会の記念碑が設置されている。